# 592 v. Chr.
Portal Geschichte | Portal Biografien | Aktuelle Ereignisse | Jahreskalender | Tagesartikel

◄ |
7. Jahrhundert v. Chr. |
6. Jahrhundert v. Chr. |
5. Jahrhundert v. Chr. |
►

◄ | 610er v. Chr. | 600er v. Chr. | 590er v. Chr. | 580er v. Chr. |
570er v. Chr. |
►

◄◄ | ◄ | 595 v. Chr. | 594 v. Chr. | 593 v. Chr. | 592 v. Chr. |
591 v. Chr. |
590 v. Chr. |
589 v. Chr. |
► |
►►

## Ereignisse
- Der ägyptische Pharao Psammetich II. führt einen Feldzug gegen Nubien, um es so zu schwächen, dass es nicht mehr zu einem Angriff auf Ägypten fähig ist. Es handelt sich um einen der ersten Präventivschläge der Kriegsgeschichte.